# Luther Dixon
Luther Dixon (Jacksonville, 7 augustus 1931 – aldaar, 22 oktober 2009) was een Amerikaans songwriter en producer voor onder meer bekende artiesten als Elvis Presley, The Beatles, B.B. King, The Jackson 5 en The Platters.

## Biografie

### Eerste stappen in de muziek
Dixon werd geboren in Florida en vertrok met zijn gezin naar Brooklyn toen hij nog jong was. In de kerk leerde hij zingen en in 1954 sloot hij zich als zanger en gitarist aan bij de doowopgroep The Four Buddies. Ze hadden niet veel succes, maar brachten wel enkele platen uit waarbij ze zich ook wel The Barons noemden. Hij vond het schrijven van liedjes echter mooier en daarmee ventte hij daarom veel langs muziekuitgevers, producers en platenmaatschappijen. Hierbij werkte hij veel samen met de leadzanger van het kwartet, Larry Harrison.
Hij had hier veel succes mee, bijvoorbeeld met enkele nummers die sinds 1958 op een plaat kwamen van hele bekende artiesten, zoals van Perry Como, Bobby Darin en Elvis Presley. De laatste zette bijvoorbeeld Doncha' think it's time op zijn elpee Elvis fans can't be wrong waar vijftig miljoen exemplaren van verkocht werden. Verder had de groep Crests in 1959 een nummer 2-hit met het gedeeltelijk door hem geschreven 16 candles. Verder was er nog succes met zijn compositie Big boss man die voor het eerst werd uitgebracht door Jimmy Reed en daarna nog verschillende malen werd gecoverd.

### Scepter-label
Florence Greenberg huurde hem in 1959 in als haar nieuwe producer en arrangeur, in een poging een naam op te bouwen in de zwarte popmuziek met haar nieuwe label Scepter. Feitelijk was het meer dan inhuren alleen, want hij had inmiddels al zo'n grote staat van dienst opgebouwd, dat hij ook mede-eigenaar van het label werd en de volledige vrijheid kreeg om contracten met artiesten te tekenen en te kiezen voor welke artiesten hij wilde produceren.
Greenberg bracht hem in contact met vier meisjes die bij haar dochter op de highschool zaten. De meisjes hadden al een kleine hit gehad bij Greenbergs vorige label Tiara en traden op onder de naam The Shirelles. Dixon nam de ontwikkeling op zich waardoor een van de eerste meidengroepen ontstond die over een langere tijd succesvol bleven.
De composities samen met Burt Bacharach en Hal David schreef hij onder het pseudoniem Barney Williams. Verder nam hij twee nummers op voor het debuutalbum Please please me van The Beatles uit 1963.

### Eigen Ludix-label
Hierna vertrok hij naar Capitol Records waar hij zijn eigen label op mocht richten. Dit werd Ludix Records en hij produceerde er soulmuziek mee voor verschillende zangers.
Het succes bleef echter uit en op een gegeven moment bood hij zich her en der weer aan als freelancer, terwijl ook zijn toenmalige vrouw en zangeres Inez Foxx af en toe samen met hem schreef aan composities. In deze jaren werkte hij met artiesten als King Curtis en Charlie Foxx, de broer van zijn vrouw.
Andere grote artiesten voor wie hij in de jaren heeft geproduceerd, voor zowel het Scepter- als zijn Ludix-label, waren groten namen. Voorbeelden zijn B.B. King, The Jackson 5, Gerry Goffin, Dionne Warwick, Carole King en Dusty Springfield. Voor The Platters zorgde hij dat ze in 1966 hun broodnodige koerswisseling van ballads naar disco maakten.

### Nadagen
De Britse invasie had het muzieklandschap in de Verenigde Staten aan het eind van de jaren zestig inmiddels drastisch gewijzigd, waardoor ook Dixons muziekstijlen uit de smaak begonnen te raken. Niettemin was er af en toe ook een opleving voor ouder werk, bijvoorbeeld voor zijn 16 candles nadat de film American graffiti in 1973 uitkwam.
Zijn laatste jaren bracht hij door in Florida en hij overleed op 78-jarige leeftijd in zijn geboorteplaats Jacksonville. Hij is opgenomen in de Songwriters Hall of Fame.
- Bibliothèque nationale de France: cb14758018z (data)
- Gemeinsame Normdatei: 1192463048
- International Standard Name Identifier: 0000 0000 7105 1850
- Library of Congress Control Number: no2011131709
- MusicBrainz: 1a2d3f1a-6146-4fb6-92c7-da4f91bcc44d
- Virtual International Authority File: 91676527
- WorldCat: E39PBJw948cxGggkvg6kv7gh73